# Kisvarsány
Kisvarsány là một thị trấn thuộc hạt Szabolcs-Szatmár-Bereg, Hungary. Thị trấn này có diện tích 12,83 km², dân số năm 2010 là 971 người, mật độ 76 người/km².